# Cmentarz wojenny nr 41 – Bieździadka
Cmentarz wojenny nr 41 – cmentarz wojenny z I wojny światowej zaprojektowany przez Johanna Jägera, jednego z twórców cmentarzy tego typu na Podkarpaciu.
Są na nim pochowani Niemcy (21 grobów) i Rosjanie (5 grobów), którzy polegli w tym rejonie 7 i 8 maja 1915 roku.
Cmentarz jest położony w połowie wzniesienia, we wsi Bieździadka, przy drodze z Kołaczyc do Sieklówki. Mimo upływu czasu jest w dobrym stanie, z zachowanymi elementami, które wyróżniają jego twórcę:
- mury okalające,
- słupki bramy wejściowej,
- schody z murkami policzkowymi
- pomnikiem w formie pokrytej daszkiem kapliczki.

W 1992 roku wycięto otaczające cmentarz pomnikowe drzewa.
Inskrypcja na pomniku:

"Przybyliśmy z dalekiej Ojczyzny,
Tu objęła nas śmierć w swoje ramiona
I uniosła nasz przez odurzająca noc.
Wszyscy przebudziliśmy się w Ojczyźnie."

## Galeria

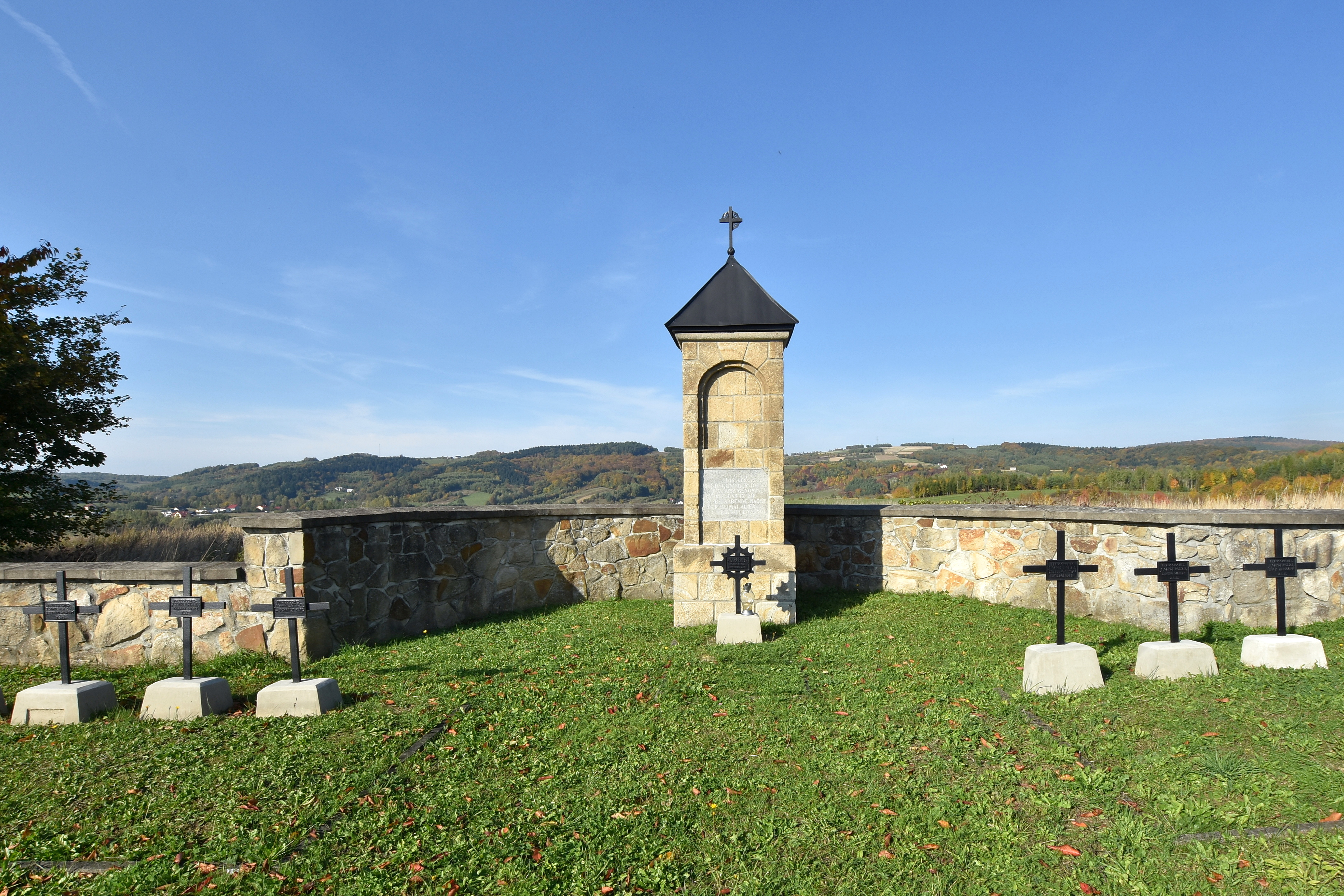
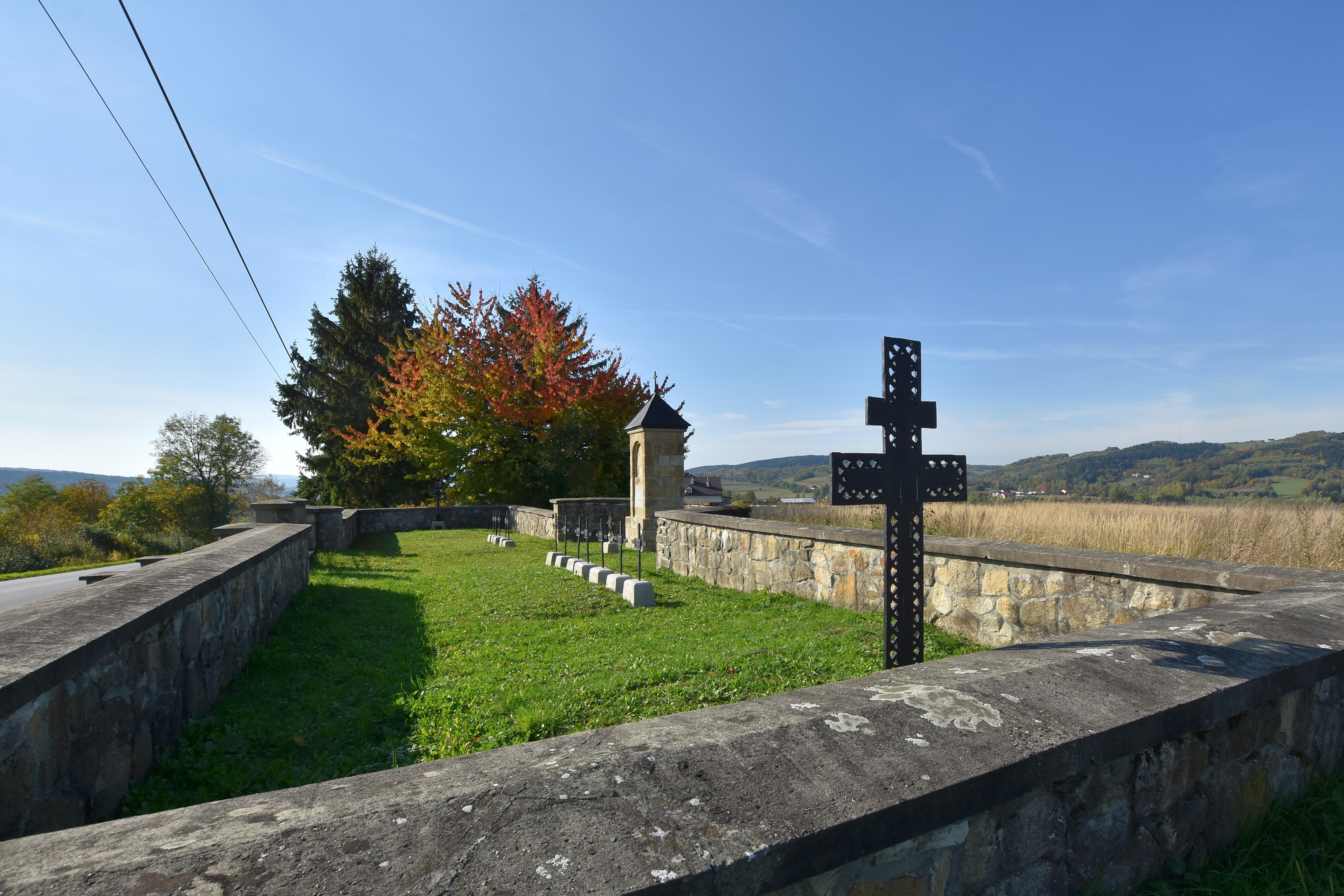
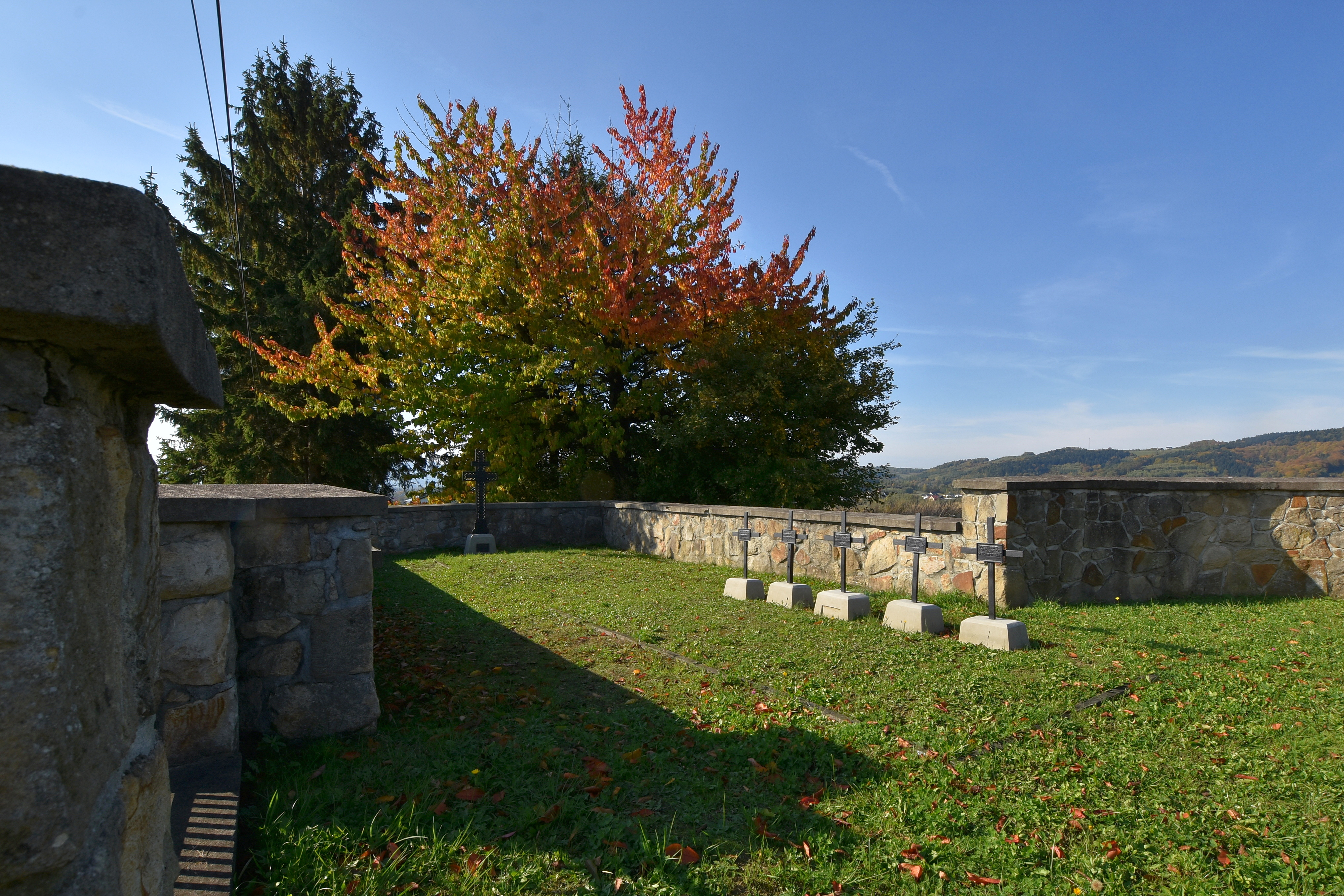